# FC Porto Taibesse
Der Futebol Clube do Porto Taibesse, auch einfach nur Porto Taibesse genannt, ist ein osttimoresischer Fußballverein. Er ist in der Landeshauptstadt Dili ansässig. Der Name leitet sich vom portugiesischen Verein FC Porto und Dilis Stadtteil Taibesi ab.

## Geschichte
2001 nahm Porto Taibesse am Pokal Taça Vos Esperança 2001 teil, ebenso bei den Meisterschaften 2004. Bei der Super Liga 2006 kam Porto Taibesse nach zwei Unentschieden in die zweite Runde, verlor aber dann gegen den späteren Finalteilnehmer AD Esperança.
2015 erreichte Porto Taibesse in der Qualifikationsrunde für die neugegründete LFA Primeira Divisão in der Gruppe D Platz 2 von 6 und zog so in die höchste Liga ein. In der Spielzeit 2016 erreichte man Platz 3 von 8. Die Saison 2017 beendete man auf dem letzten Platz der Tabelle, sodass der FC Porto Taibesse 2018 erstmals in der zweitklassigen LFA Segunda Divisão spielen musste. Hier kam man auf Platz 10 von 12.
Beim Taça 12 de Novembro 2016 schied man gleich im ersten Spiel gegen den späteren Pokalsieger AS Ponta Leste aus. Beim Taça 12 de Novembro 2017 und 2018 schied Taibesse ebenfalls in der ersten Runde aus.